# Street Fighter (серия игр)
Street Fighter (яп. ストリートファイター Сутори:то Файта:) — серия мультиплатформенных видеоигр в жанре файтинга, созданная компанией Capcom. Является одной из прародительниц жанра.

## История

### Street Fighter(1987)

Кадр из Street Fighter (1987)

Первая игра серии, вышедшая на аркадных автоматах в 1987 году, была разработана командой во главе с Такаси Нисиямой и Хироси Мацумото. В СССР игровые автоматы начали появляться в 1989 году, наряду со всем известными отечественными игровыми автоматами контраст был колоссальный. Игра произвела революцию в жанре файтинга, ничего подобного до неё не было. Игрок управлял японским каратистом Рю и поочередно сражался с десятью оппонентами из пяти стран. Второй игрок мог подключиться в любое время и взять управление другом и соперником Рю Кеном.
Игрок мог использовать три типа ударов руками и ногами, различавшихся по скорости и мощности, и три особо секретных (на тот момент) приёма: в последующем знаменитые хадокэн, сёрюкен и тацумаки-сэмпукяку. Вышеописанные приёмы имели различные комбинации клавиш для их выполнения.
Street Fighter была портирована на многие известные домашние компьютеры того времени, в том числе PC. Выпущенная в 1988 году версия игры для приставки TurboGrafx-CD вышла с заголовком Fighting Street. Позже Street Fighter была выпущена в составе сборников Capcom Classics Collection: Remixed для портативной приставки PlayStation Portable и Capcom Classics Collection Vol. 2 для PlayStation 2 и Xbox.

### ПодсерияStreet Fighter II(1991)
Street Fighter II: The World Warrior, впервые вышедшая на аркадных автоматах в 1991 году, стала первым официальным продолжением Street Fighter, последовавшим после неудачных попыток позиционировать как таковое вышедший в 1989 году beat’m up Final Fight. Street Fighter II, разрабатывавшаяся командой во главе с Акирой Ниситани и Акирой Ясудой (ранее работавшими над Final Fight и Forgotten World), была одной из первых игр, вышедших на аркадной системе CP System. Прежде всего игра привлекла внимание более проработанной боевой системой, в отличие от первой части, и улучшенной графической частью, а также возможностью выбирать одного персонажа из нескольких. Всего игра выдержала шесть обновлений (которые, в свою очередь, выходили в составе различных сборников), последний из которых — Ultra Street Fighter II: The Final Challengers (с переработанной графической частью) вышел в 2017 году. Помимо прочего, игра до сих пор остаётся одной из самых продаваемых в истории серии.

### ПодсерияStreet Fighter Alpha(1995)
Вышедшая в 1995 году Street Fighter Alpha: Warriors' Dreams (в Японии и Азии — Street Fighter Zero) стал следующей игрой в серии после Super Street Fighter II Turbo. Игра использовала графический стиль, подобный использованному в вышедших ранее Darkstalkers и X-Men: Children of the Atom, но с уклоном в реализм.
В дополнение к суперприёмам (которые, как и в SSFII Turbo, называются Super Combo), в Street Fighter Alpha появилась возможность, с одной стороны, блокировать удары соперника в воздухе, а с другой, наносить контрудары сопернику из блока (данная техника имеет название Alpha Counter), а также была введена система цепных комбо-атак (подобно тому, что были в Darkstalkers).
Сюжет SFA (как и всей подсерии Alpha) развивается между событиями оригинальной Street Fighter и подсерии Street Fighter II. В игре, считая вернувшихся из Street Fighter II (с обновлениями) Рю, Кена и Чунь Ли (которые в игре выглядат значительно моложе себя в Street Fighter II), появилось 10 изначально доступных персонажей (плюс три секретных: Акума и Байсон, а также дебютировавший Дэн Хибики), причём в их числе также появились Гай и Содом из Final Fight, а также Адон и Бёрди из первой Street Fighter.
В сиквеле, получившем название Street Fighter Alpha 2 (в Японии, соответственно, Street Fighter Zero 2), были добавлены новые арены, музыкальные темы и концовки (для новых персонажей были полностью созданы новые музыкальные темы). Также, в замену цепным комбо из оригинала, появилась возможность использования так называемых случайных комбо (англ. Custom Combo). В игре, помимо тринадцати вернувшихся персонажей из оригинала, в игре появилось 5 новых персонажей, а также секретные вариации вернувшихся персонажей.
Также, Alpha 2 была выпущена в улучшенном варианте под названием Street Fighter Zero 2 Alpha, вышедшем в 1996 году в Японии и Бразилии, вскоре после выхода оригинальной Alpha 2. Также, игра была портирована на игровые приставки в специальной версии под названием Street Fighter Alpha 2 Gold (Zero 2' Dash в Японии и Alpha 2' в Европе).
Третья и последняя игра в линейке, Street Fighter Alpha 3 (Street Fighter Zero 3 в Японии), вышла в 1998 году (после выхода Street Fighter III New Generation, SFIII: Second Impact и Street Fighter EX, и одновременно с Marvel vs. Capcom). В Alpha 3 появилась возможность после выбора бойца выбрать один из трёх боевых режимов и включила 28 персонажей (включая трёх секретных).
Консольные версии всех трёх игр (включая обновления) были выпущены на приставках PlayStation и Sega Saturn, однако выпускались версии и для таких платформ, как SNES, Game Boy Color, Dreamcast и Microsoft Windows. В консольных версиях Alpha 3 были добавлены некоторые персонажи из Street Fighter II и его обновления, а также отсутствовавшие в аркадной версии секретные версии Рю и Акумы.
Версия SFA3 для Dreamcast впоследствии была выпущена на аркадных автоматах под названием Street Fighter Zero 3 Upper, которая была выпущена, в свою очередь, на Game Boy Advance (куда было также добавлено три персонажа из кроссовера Capcom vs. SNK 2) и PlayStation Portable (под названием Street Fighter Alpha 3 MAX (Street Fighter Zero 3 Double Upper в Японии)).

### ПодсерияStreet Fighter EX(1996)
В 1996 году Capcom совместно со студией Arika (основанной одним из разработчиков Street Fighter II Акирой Ниситани) выпустила первый спин-офф в серии, получивший название Street Fighter EX, изначально разработанный для аркадной системы ZN-1, базировавшейся на PlayStation. SFEX привлёк внимание игроков, с одной стороны, трёхмерными графикой и механикой боя, и с другой, набором персонажей, включавшим, помимо персонажей из оригинальных игр, абсолютно новых.
Позже игра вышла в 1997 году в улучшенной версии с дополнительными персонажами под названием Street Fighter EX Plus, позже портированная в том же году на PlayStation под названием Streeet Fighter EX Plus Alpha.
Сиквел под названием Street Fighter EX2 вышел в 1998 году и был разработан под более новую аркадную систему ZN-2. В EX2 было добавлено несколько персонажей, как вернувшихся из серии Alpha, так и несколько новых. Как и оригинальная игра, игра позднее вышла в улучшенной версии под названием Street Fighter EX2 Plus, которая, как и SFEX Plus, также была портирована на PlayStation.
Третья игра в серии, Street Fighter EX3, вышла в 2001 эксклюзивно на приставке PlayStation 2. В EX3 была введена система командного боя (tag-team), поддерживавшая возможность боя трёх бойцов на одного либо двух на двух (подобно тому, что есть в ранних Marvel vs. Capcom), и вместе с тем режим редактирования персонажей.
Также, персонажи Street Fighter EX появлялись ещё в нескольких файтингах, разработанных Arika, в частности в Fighting Layer
и Fighter Maker.

### СерияVersus(1996)
Помимо прочего, Capcom выпускала другие известные игры, выпускавшиеся по лицензии других компаний, добавляя туда и своих собственных. В 1994 году Capcom выпустила по лицензии Marvel Comics файтинг X-Men: Children of the Atom, в котором в качестве секретного гостевого персонажа выступил Акума из Super Street Fighter II Turbo. В вышедшей в 1995 году Marvel Super Heroes в этой же роли выступала Анита из Night Warriors.
Выпущенный в 1996 году файтинг X-Men vs. Street Fighter был уже полноценным кроссовером между различными персонажами серии Street Fighter и комиксов Marvel о Людях Икс, и использовал систему командного боя двух на двух с возможностью смены персонажей. Вышедший в 1997 году Marvel Super Heroes vs. Street Fighter развила основные идеи предыдущей игры и добавила в список персонажей из Marvel Super Heroes.
В вышедшей в 1998 году Marvel vs. Capcom игрок имел возможность выбрать не только персонажей Street Fighter, но и различных персонажей из других известных игр Capcom. Вышедшая в 2000 Marvel vs. Capcom 2 предлагала игроку возможность командного боя уже три на три и была выпущена на аркадной системе NAOMI от Sega.
Также, Capcom выпускала серию кроссоверов с соперничавшей с Capcom компании SNK, также известного разработчика файтингов. Игры, выпущенные Capcom включают Capcom vs. SNK в 2000 году, включавший персонажей преимущественно из серий Street Fighter и The King of Fighters, к которому позднее были выпущены обновления Capcom vs. SNK Pro и Capcom vs. SNK 2 (оба последних — в 2001 году). Все три игры были выпущены на аркадной системе NAOMI. Выпущенные же SNK (позднее — SNK Playmore) игры включают SNK vs. Capcom: The Match of Millenium в 1999 году для Neo Geo Pocket Color, разработанную студией Dimps, и SNK vs. Capcom: SVC Chaos для аркадной системы Neo-Geo в 2003 году.
В период с 2003 по 2008 год, Capcom не выпускала крупных файтингов-кроссоверов (Namco × Capcom, вышедшая в 2005 для PlayStation 2, не считается, так как принадлежит к жанру Action-RPG).
Первым же файтингом, выпущенным после пятилетного затишья, стал кроссовер Tatsunoko vs. Capcom: Ultimate All-Stars, вышедший в 2008 году для аркадных автоматов и Wii в Японии, а в 2010 году для Wii во всём остальном мире (под названием Tatsunoko vs. Capcom: Ultimate All-Stars). В Tatsunoko vs. Capcom игрок может выступить на стороне различных персонажей как и видеоигр Capcom, так и анимационных серий студии Tatsunoko.
В феврале 2011 года Capcom выпустила Marvel vs. Capcom 3: Fate of Two Worlds, ставшую пятым файтингом, выпущенным по лицензии Marvel и третьим под брендом Marvel vs. Capcom. В Marvel vs. Capcom 3 используется полностью новый визуальный стиль, близкий к комиксам Marvel, а также обновлённый список персонажей, включающий персонажей из более поздних игр Capcom (например, Данте из серии Devil May Cry или Крис Рэдфилд из серии Resident Evil)

### ПодсерияStreet Fighter III(1997)
Street Fighter III: New Generation, дебютировавший в 1997 году на аркадных системах CPS-3, выделился прежде всего практически новым составом бойцов (из предыдущих частей в SFIII перешли только Рю и Кен Мастерс), которые, однако, в плане механики боя мало отличались от персонажей предыдущих частей. Также, основными особенностями игры стали, с одной стороны, режим выбора суперприёмов при выборе бойца, и с другой, возможность парировать удары противника без характерного при обычном блоке «откалывания» здоровья персонажа.
Несколько месяцев спустя после релиза оригинальной игры к ней было выпущено обновление, получившее название Street Fighter III 2nd Impact: Giant Attack, в которое были включены два новых персонажа, слегка улучшенная система парирования, возможность при нужном уровне энергетической шкалы выполнить улучшенную версию спецприёма, а также переделанный дизайн некоторых арен, причём некоторые из присутствующих в обновлении — полностью новые.
Позднее, в мае 1999 года последовал релиз ещё одного обновления, получившего название Street Fighter III 3rd Strike: Fight for the Future, которое предложило игрокам ещё более улучшенную систему парирования и несколько новых персонажей, из них один — вернувшийся с предыдущих частей. Кроме того, значительные изменения коснулись эстетической части — для все персонажи получили новые арены и музыкальные темы, а большинство персонажей переозвучено новыми озвучивающими актёрами.
Первые две части игры (New Generation и 2nd Impact) были выпущены на приставке Dreamcast в виде компиляции под названием Double Impact. Третья часть (3rd Strike) была выпущена на приставках Dreamcast (как отдельная игра), Xbox и PlayStation 2 (на двух последних — в комплекте сборника Street Fighter Anniversary Collection).
Помимо прочего, в августе 2011 года вышла конверсия 3rd Strike с упором на мультиплеер, получившая название Street Fighter III 3rd Strike: Online Edition.

### ПодсерияStreet Fighter IV(2008)
Анонс Street Fighter IV, ставшей первой игрой серии после выхода Street Fighter III 3rd Strike, состоялся 17 октября 2007 года на ивэнте Capcom Gamers Day в Лондоне. Будучи задуманной как сиквел ранних игр подсерии Street Fighter II (в частности, Super Street Fighter II Turbo), SFIV использует список персонажей, состоящий как из персонажей оригинальной Street Fighter II и двух новых персонажей Super Street Fighter II вместе с Акумой в роли секретного персонажа, так и четыре новых (так же как и новый главный босс). Действие сюжета игры происходит между событиями Street Fighter II (с обновлениями) и Street Fighter III. Также, игра является двухмерным файтингом с трёхмерной графикой, оформленной в графическом стиле, близком к японскому стилю живописи суми-э. Техника суперприёмов, использовавшаяся в серии начиная с Super SFII Turbo, возвратилась в игру вместе с новой контратакующей техникой под названием фокус-атаки и новую разновидность суперприёмов под названием Ultra Combo, шкала под выполнение которых заполняется по схеме, похожей на используемую в играх серии Samurai Shodown.
Аркадная версия игры, базирующаяся на аркадной системе Taito Type X2, была запущена в июле 2008 года в Японии, а в августе в Северной Америке и Великобритании ограниченным тиражом. Домашние версии игры, включающие дополненный список персонажей, вышли в феврале 2009 года для основных игровых приставок седьмого поколения, а в июле этого же года состоялся релиз игры для персональных компьютеров.
В марте 2010 года была выпущена версия Street Fighter IV для iOS, изначально включавшая лишь нескольких персонажей, но позднее их список расширился после серии бесплатных обновлений.
28 сентября 2009 года Capcom анонсировала первое обновление игры, получившее название Super Street Fighter IV. Обновление включает десять добавленных персонажей (из них два оригинальных персонажа), изменения баланса персонажей и добавление второго Ultra Combo для каждого персонажа. Релиз обновления состоялся в апреле 2010 года для приставок PlayStation 3 и Xbox 360. Незадолго до этого Capcom анонсировала выход аркадной версии игры, включающей ещё более дополненный список персонажей и обновлённый баланс. Аркадная версия обновления, которая, как и оригинальная игра, базируется на системе Taito Type X2, вышла зимой 2010—2011 годов сначала в Японии, а затем ограниченным тиражом в Северной Америке и Европе. Позднее аркадная версия игры была выпущена на домашних платформах как дополнение Arcade Edition в мае-июне 2011 года.
Вторая обновлённая версия игры, получившая название Ultra Street Fighter IV, была анонсирована 14 июля 2013 года на чемпионате EVO и будет выпущена в 2014 году как аркадный автомат, загружаемое обновление для существующих домашних версий игры и самостоятельная игра со всем контентом из предыдущих игр. Вместе с обновлениями и дополнениями к игровому процессу (многие из которых основаны на предложениях сообщества игроков) в обновление включено пять добавленных персонажей, из которых один является полностью новым в серии.

### ПодсерияStreet Fighter V(2016)
6 декабря 2014 года на конференции PlayStation Experience состоялся официальный анонс Street Fighter V. Игра вышла на PC и PlayStation 4, и имеет кроссплатформенный мультиплеер. «Сердцем» игры служит графический движок от Epic Games — Unreal Engine 4. Игра вышла 16 февраля 2016 года.

### ПодсерияStreet Fighter 6(2023)
Street Fighter 6 была выпущена на Microsoft Windows, PlayStation 4, PlayStation 5 и Xbox Series X|S 2 июня 2023 года. Игра создана на графическом движке RE Engine и включает множество новых функций, в том числе внутриигровые комментарии в реальном времени и режим одиночного приключения с настраиваемыми аватарами игроков.

## Персонажи
На протяжении различных игр серии, в боях принимают участие различные персонажи со всего мира, и в разных частях их состав меняется. Фактическим протагонистом и «лицом» серии является японский каратист Рю, на протяжении всех игр путешествующий по всему миру в поисках достойных соперников.
| Персонаж      | Street Fighter | Street Fighter II | Street Fighter: The Movie | Street Fighter Alpha | Street Fighter EX | Street Fighter III | Pocket Fighter | Street Fighter IV | Street Fighter V | Street Fighter 6 | Общее число появлений |
| ------------- | -------------- | ----------------- | ------------------------- | -------------------- | ----------------- | ------------------ | -------------- | ----------------- | ---------------- | ---------------- | --------------------- |
| Abel          | ❌             | ❌                | ❌                        | ❌                   | ❌                | ❌                 | ❌             | зелёная ✓         | ❌               | ❌               | 1                     |
| Adon          | зелёная ✓      | ❌                | ❌                        | зелёная ✓            | ❌                | 10                 | 10             | 11                | ❌               | ❌               | 2                     |
| Ace           | ❌             | ❌                | ❌                        | ❌                   | 7                 | ❌                 | ❌             | ❌                | ❌               | ❌               | 1                     |
| Akuma         | ❌             | 2                 | зелёная ✓                 | зелёная ✓            | зелёная ✓         | 8                  | зелёная ✓      | зелёная ✓         | зелёная ✓        | ❌               | 8                     |
| Alex          | ❌             | ❌                | ❌                        | ❌                   | ❌                | зелёная ✓          | ❌             | ❌                | 16               | ❌               | 2                     |
| Allen         | ❌             | ❌                | ❌                        | ❌                   | зелёная ✓         | ❌                 | ❌             | ❌                | ❌               | ❌               | 1                     |
| Area          | ❌             | ❌                | ❌                        | ❌                   | 6                 | ❌                 | ❌             | ❌                | ❌               | ❌               | 1                     |
| Balrog        | ❌             | зелёная ✓         | зелёная ✓                 | 4,5                  | ❌                | ❌                 | 10             | зелёная ✓         | 16               | ❌               | 5                     |
| Birdie        | зелёная ✓      | ❌                | ❌                        | зелёная ✓            | ❌                | ❌                 | 10             | ❌                | зелёная ✓        | ❌               | 3                     |
| Blade         | ❌             | ❌                | зелёная ✓                 | ❌                   | ❌                | ❌                 | ❌             | ❌                | ❌               | ❌               | 1                     |
| Blair         | ❌             | ❌                | ❌                        | ❌                   | зелёная ✓         | ❌                 | ❌             | ❌                | ❌               | ❌               | 1                     |
| Blanka        | ❌             | зелёная ✓         | 5                         | 4                    | 6                 | ❌                 | 10             | зелёная ✓         | зелёная ✓        | зелёная ✓        | 7                     |
| Bloody Hokuto | ❌             | ❌                | ❌                        | ❌                   | зелёная ✓         | ❌                 | ❌             | ❌                | ❌               | ❌               | 1                     |
| C. Jack       | ❌             | ❌                | ❌                        | ❌                   | зелёная ✓         | ❌                 | ❌             | ❌                | ❌               | ❌               | 1                     |
| C. Viper      | ❌             | ❌                | ❌                        | ❌                   | ❌                | ❌                 | ❌             | зелёная ✓         | ❌               | ❌               | 1                     |
| Cammy         | ❌             | 1                 | зелёная ✓                 | 3                    | ❌                | ❌                 | 10             | 5                 | зелёная ✓        | зелёная ✓        | 6                     |
| Chun-Li       | ❌             | зелёная ✓         | зелёная ✓                 | зелёная ✓            | зелёная ✓         | 9                  | зелёная ✓      | зелёная ✓         | зелёная ✓        | зелёная ✓        | 9                     |
| Cody          | ❌             | ❌                | ❌                        | 7,15                 | ❌                | ❌                 | ❌             | 11                | ❌               | ❌               | 2                     |
| Cycloid β     | ❌             | ❌                | ❌                        | ❌                   | зелёная ✓         | ❌                 | ❌             | ❌                | ❌               | ❌               | 1                     |
| Cycloid γ     | ❌             | ❌                | ❌                        | ❌                   | зелёная ✓         | ❌                 | ❌             | ❌                | ❌               | ❌               | 1                     |
| D. Dark       | ❌             | ❌                | ❌                        | ❌                   | зелёная ✓         | ❌                 | ❌             | ❌                | ❌               | ❌               | 1                     |
| Dan           | ❌             | ❌                | ❌                        | зелёная ✓            | ❌                | ❌                 | зелёная ✓      | 5                 | ❌               | ❌               | 3                     |
| Darun         | ❌             | ❌                | ❌                        | ❌                   | зелёная ✓         | ❌                 | ❌             | ❌                | ❌               | ❌               | 1                     |
| Dee Jay       | ❌             | 1                 | 5                         | 4,5                  | ❌                | ❌                 | 10             | 11                | ❌               | ❌               | 4                     |
| Decapre       | ❌             | ❌                | ❌                        | ❌                   | ❌                | ❌                 | ❌             | 13                | ❌               | ❌               | 1                     |
| Dhalsim       | ❌             | зелёная ✓         | ❌                        | 3                    | 5                 | ❌                 | 10             | зелёная ✓         | зелёная ✓        | зелёная ✓        | 6                     |
| Dudley        | ❌             | ❌                | ❌                        | ❌                   | ❌                | зелёная ✓          | ❌             | 11                | ❌               | ❌               | 2                     |
| E. Honda      | ❌             | зелёная ✓         | зелёная ✓                 | 4                    | ❌                | ❌                 | 10             | зелёная ✓         | ❌               | зелёная ✓        | 5                     |
| Eagle         | зелёная ✓      | ❌                | ❌                        | 4,14                 | ❌                | ❌                 | ❌             | ❌                | ❌               | ❌               | 2                     |
| Ed            | ❌             | ❌                | ❌                        | ❌                   | ❌                | ❌                 | ❌             | ❌                | зелёная ✓        | ❌               | 2                     |
| El Fuerte     | ❌             | ❌                | ❌                        | ❌                   | ❌                | ❌                 | ❌             | зелёная ✓         | ❌               | ❌               | 1                     |
| Elena         | ❌             | ❌                | ❌                        | ❌                   | ❌                | зелёная ✓          | 10             | 13                | ❌               | ❌               | 2                     |
| Evil Ryu      | ❌             | ❌                | ❌                        | 3                    | зелёная ✓         | ❌                 | ❌             | 12                | ❌               | ❌               | 3                     |
| F.A.N.G       | ❌             | ❌                | ❌                        | ❌                   | ❌                | ❌                 | ❌             | ❌                | зелёная ✓        | ❌               | 1                     |
| Fei Long      | ❌             | 1                 | ❌                        | 4,5                  | ❌                | ❌                 | 10             | 5                 | ❌               | ❌               | 3                     |
| Garuda        | ❌             | ❌                | ❌                        | ❌                   | зелёная ✓         | ❌                 | ❌             | ❌                | ❌               | ❌               | 1                     |
| Geki          | зелёная ✓      | ❌                | ❌                        | ❌                   | ❌                | ❌                 | ❌             | ❌                | ❌               | ❌               | 1                     |
| Gen           | зелёная ✓      | ❌                | ❌                        | 3                    | ❌                | ❌                 | 10             | 5                 | ❌               | ❌               | 3                     |
| Gill          | ❌             | ❌                | ❌                        | ❌                   | ❌                | зелёная ✓          | ❌             | ❌                | ❌               | ❌               | 1                     |
| Gouken        | ❌             | ❌                | ❌                        | 10                   | ❌                | ❌                 | ❌             | 5                 | ❌               | ❌               | 1                     |
| Guile         | ❌             | зелёная ✓         | зелёная ✓                 | 4,5                  | зелёная ✓         | ❌                 | 10             | зелёная ✓         | 16               | зелёная ✓        | 7                     |
| Guy           | ❌             | ❌                | ❌                        | 15                   | ❌                | ❌                 | ❌             | 11                | ❌               | ❌               | 2                     |
| Hakan         | ❌             | ❌                | ❌                        | ❌                   | ❌                | ❌                 | ❌             | 11                | ❌               | ❌               | 1                     |
| Hayate        | ❌             | ❌                | ❌                        | ❌                   | 6                 | ❌                 | ❌             | ❌                | ❌               | ❌               | 1                     |
| Hokuto        | ❌             | ❌                | ❌                        | ❌                   | зелёная ✓         | ❌                 | ❌             | ❌                | ❌               | ❌               | 1                     |
| Hugo          | ❌             | ❌                | ❌                        | ❌                   | ❌                | 8,15               | ❌             | 13                | ❌               | ❌               | 2                     |
| Ibuki         | ❌             | ❌                | ❌                        | ❌                   | ❌                | зелёная ✓          | зелёная ✓      | 11                | 16               | ❌               | 4                     |
| Jamie         |                |                   |                           |                      |                   |                    |                |                   |                  | зелёная ✓        | 1                     |
| Joe           | зелёная ✓      | ❌                | ❌                        | ❌                   | ❌                | ❌                 | ❌             | ❌                | ❌               | ❌               | 1                     |
| JP            |                |                   |                           |                      |                   |                    |                |                   |                  | зелёная ✓        | 1                     |
| Juli          | ❌             | ❌                | ❌                        | 4                    | ❌                | ❌                 | ❌             | 5, 11             | ❌               | ❌               | 1                     |
| Juni          | ❌             | ❌                | ❌                        | 4                    | ❌                | ❌                 | ❌             | 5, 11             | ❌               | ❌               | 1                     |
| Juri          | ❌             | ❌                | ❌                        | ❌                   | ❌                | ❌                 | ❌             | 11                | 16               | ❌               | 2                     |
| Kairi         | ❌             | ❌                | ❌                        | ❌                   | зелёная ✓         | ❌                 | ❌             | ❌                | ❌               | ❌               | 1                     |
| Karin         | ❌             | ❌                | ❌                        | 4                    | ❌                | ❌                 | ❌             | ❌                | зелёная ✓        | ❌               | 2                     |
| Ken           | зелёная ✓      | зелёная ✓         | зелёная ✓                 | зелёная ✓            | зелёная ✓         | зелёная ✓          | зелёная ✓      | зелёная ✓         | зелёная ✓        | зелёная ✓        | 10                    |
| Kimberly      |                |                   |                           |                      |                   |                    |                |                   |                  | зелёная ✓        | 1                     |
| Kolin         | ❌             | ❌                | ❌                        | ❌                   | ❌                | зелёная ✓          | ❌             | ❌                | зелёная ✓        | ❌               | 2                     |
| Laura         | ❌             | ❌                | ❌                        | ❌                   | ❌                | ❌                 | ❌             | ❌                | зелёная ✓        | ❌               | 1                     |
| Lee           | зелёная ✓      | ❌                | ❌                        | ❌                   | ❌                | ❌                 | ❌             | ❌                | ❌               | ❌               | 1                     |
| Lily          |                |                   |                           |                      |                   |                    |                |                   |                  | зелёная ✓        | 1                     |
| Luke          |                |                   |                           |                      |                   |                    |                |                   | зелёная ✓        | зелёная ✓        | 2                     |
| M. Bison      | ❌             | зелёная ✓         | зелёная ✓                 | зелёная ✓            | зелёная ✓         | ❌                 | 10             | зелёная ✓         | зелёная ✓        | ❌               | 6                     |
| Maki          | ❌             | ❌                | ❌                        | 4,14,15              | ❌                | ❌                 | ❌             | ❌                | ❌               | ❌               | 1                     |
| Makoto        | ❌             | ❌                | ❌                        | ❌                   | ❌                | 9                  | ❌             | 11                | ❌               | ❌               | 2                     |
| Manon         |                |                   |                           |                      |                   |                    |                |                   |                  | зелёная ✓        | 1                     |
| Marisa        |                |                   |                           |                      |                   |                    |                |                   |                  | зелёная ✓        | 1                     |
| Mike          | зелёная ✓      | ❌                | ❌                        | ❌                   | ❌                | ❌                 | ❌             | ❌                | ❌               | ❌               | 1                     |
| Nanase        | ❌             | ❌                | ❌                        | ❌                   | 6                 | ❌                 | ❌             | ❌                | ❌               | ❌               | 1                     |
| Nash          | ❌             | ❌                | ❌                        | зелёная ✓            | ❌                | ❌                 | 10             | 10                | зелёная ✓        | ❌               | 2                     |
| Necalli       | ❌             | ❌                | ❌                        | ❌                   | ❌                | ❌                 | ❌             | ❌                | зелёная ✓        | ❌               | 1                     |
| Necro         | ❌             | ❌                | ❌                        | ❌                   | ❌                | зелёная ✓          | ❌             | ❌                | ❌               | ❌               | 1                     |
| Oni           | ❌             | ❌                | ❌                        | ❌                   | ❌                | ❌                 | 10             | 12                | ❌               | ❌               | 1                     |
| Oro           | ❌             | ❌                | ❌                        | ❌                   | ❌                | зелёная ✓          | 10             | ❌                | ❌               | ❌               | 1                     |
| Poison        | ❌             | ❌                | ❌                        | ❌                   | ❌                | 10,15              | ❌             | 13                | ❌               | ❌               | 1                     |
| Pullum        | ❌             | ❌                | ❌                        | ❌                   | зелёная ✓         | ❌                 | ❌             | ❌                | ❌               | ❌               | 1                     |
| Q             | ❌             | ❌                | ❌                        | ❌                   | ❌                | 9                  | ❌             | ❌                | ❌               | ❌               | 1                     |
| R. Mika       | ❌             | ❌                | ❌                        | 4                    | ❌                | ❌                 | ❌             | ❌                | 4                | ❌               | 2                     |
| Rashid        | ❌             | ❌                | ❌                        | ❌                   | ❌                | ❌                 | ❌             | ❌                | зелёная ✓        | ❌               | 1                     |
| Remy          | ❌             | ❌                | ❌                        | ❌                   | ❌                | 9                  | ❌             | ❌                | ❌               | ❌               | 1                     |
| Retsu         | зелёная ✓      | ❌                | ❌                        | ❌                   | ❌                | ❌                 | ❌             | ❌                | ❌               | ❌               | 1                     |
| Rolento       | ❌             | ❌                | ❌                        | 3,15                 | ❌                | ❌                 | ❌             | 13                | ❌               | ❌               | 2                     |
| Rose          | ❌             | ❌                | ❌                        | зелёная ✓            | ❌                | ❌                 | 10             | 5                 | ❌               | ❌               | 2                     |
| Rufus         | ❌             | ❌                | ❌                        | ❌                   | ❌                | ❌                 | ❌             | зелёная ✓         | ❌               | ❌               | 1                     |
| Ryu           | зелёная ✓      | зелёная ✓         | зелёная ✓                 | зелёная ✓            | зелёная ✓         | зелёная ✓          | зелёная ✓      | зелёная ✓         | зелёная ✓        | зелёная ✓        | 10                    |
| Sagat         | зелёная ✓      | зелёная ✓         | зелёная ✓                 | зелёная ✓            | 6                 | ❌                 | 10             | зелёная ✓         | ❌               | ❌               | 6                     |
| Sakura        | ❌             | ❌                | ❌                        | 3                    | 5                 | ❌                 | зелёная ✓      | 5                 | ❌               | ❌               | 4                     |
| Sawada        | ❌             | ❌                | зелёная ✓                 | ❌                   | ❌                | ❌                 | ❌             | ❌                | ❌               | ❌               | 1                     |
| Sean          | ❌             | ❌                | ❌                        | ❌                   | ❌                | зелёная ✓          | ❌             | 10                | ❌               | ❌               | 1                     |
| Seth          | ❌             | ❌                | ❌                        | ❌                   | ❌                | ❌                 | ❌             | зелёная ✓         | ❌               | ❌               | 1                     |
| Shadow        | ❌             | ❌                | ❌                        | ❌                   | 6                 | ❌                 | ❌             | ❌                | ❌               | ❌               | 1                     |
| Sharon        | ❌             | ❌                | ❌                        | ❌                   | 6                 | ❌                 | ❌             | ❌                | ❌               | ❌               | 1                     |
| Shin Akuma    | ❌             | ❌                | ❌                        | 3                    | ❌                | ❌                 | ❌             | 10                | ❌               | ❌               | 1                     |
| Sodom         | ❌             | ❌                | ❌                        | 15                   | ❌                | ❌                 | ❌             | ❌                | ❌               | ❌               | 1                     |
| Skullomania   | ❌             | ❌                | ❌                        | ❌                   | зелёная ✓         | ❌                 | ❌             | ❌                | ❌               | ❌               | 1                     |
| T. Hawk       | ❌             | 1                 | ❌                        | 4,5                  | ❌                | ❌                 | ❌             | 11                | ❌               | ❌               | 3                     |
| Twelve        | ❌             | ❌                | ❌                        | ❌                   | ❌                | 9                  | ❌             | ❌                | ❌               | ❌               | 1                     |
| Urien         | ❌             | ❌                | ❌                        | ❌                   | ❌                | 9                  | ❌             | ❌                | 16               | ❌               | 2                     |
| V. Rosso      | ❌             | ❌                | ❌                        | ❌                   | 6                 | ❌                 | ❌             | ❌                | ❌               | ❌               | 1                     |
| Vega          | ❌             | зелёная ✓         | зелёная ✓                 | 4                    | 6                 | ❌                 | 10             | зелёная ✓         | зелёная ✓        | ❌               | 6                     |
| Yang          | ❌             | ❌                | ❌                        | ❌                   | ❌                | зелёная ✓          | ❌             | 12                | ❌               | ❌               | 2                     |
| Yun           | ❌             | ❌                | ❌                        | 4,14                 | ❌                | зелёная ✓          | 10             | 12                | ❌               | ❌               | 3                     |
| Zangief       | ❌             | зелёная ✓         | зелёная ✓                 | 3                    | зелёная ✓         | ❌                 | зелёная ✓      | зелёная ✓         | зелёная ✓        | зелёная ✓        | 8                     |

Пометки:
1. Впервые появляется в Super Street Fighter II.
2. Впервые появляется в Super Street Fighter II Turbo.
3. Впервые появляется в Street Fighter Alpha 2.
4. Впервые появляется в Street Fighter Alpha 3.
5. Впервые появляется в домашних версиях.
6. Впервые появляется в Street Fighter EX 2.
7. Впервые появляется в Street Fighter EX 3.
8. Впервые появляется в Street Fighter III 2nd Impact.
9. Впервые появляется в Street Fighter III 3rd Strike.
10. Появляется в качестве камео или неигрового персонажа.
11. Впервые появляется в Super Street Fighter IV
12. Впервые появляется в Super Street Fighter IV Arcade Edition
13. Впервые появляется в Ultra Street Fighter IV
14. Впервые появляется в портативных версиях
15. Впервые появился в Final Fight
16. Появится после выхода полной игры

## Игры серии
- Street Fighter (1987)
- Street Fighter II The World Warrior (1991)
  - Street Fighter II: Champion Edition (1992)
  - Street Fighter II: Hyper Fighting (1992)
  - Super Street Fighter II (1993)
  - Super Street Fighter II Turbo (1994)
  - Super Street Fighter II Turbo Revival (2001)
  - Hyper Street Fighter II (2003)
  - Super Street Fighter II Turbo HD Remix (2008)
  - Ultra Street Fighter II: The Final Challengers (2017)
- Street Fighter Alpha (1995)
  - Street Fighter Alpha 2 (1996)
  - Street Fighter Alpha 3 (1998)
  - Street Fightet Alpha 2 Gold (1998)
  - Street Fighter Alpha 3: Saikyou- ryuu Dojo (1999)
  - Street Fighter Alpha 3 Upper (2001)
  - Street Fighter Alpha 3 MAX (2006)
- Street Fighter III: New Generation (1997)
  - Street Fighter III: 2nd Impact: Giant Attack (1997)
  - Street Fighter III: 3rd Strike: Fight for the Future (1999)
- Street Fighter IV (2008)
  - Super Street Fighter IV (2010)
  - Super Street Fighter IV: Arcade Edition (2010)
  - Super Street Fighter IV: 3D Edition (2011)
  - Street Fighter IV Volt: Battle Protocol (2011)
  - Ultra Street Fighter IV (2014)
- Street Fighter V (2016)
  - Street Fighter V: Arcade Edition (2018)
  - Street Fighter V: Champion Edition (2020)
- Street Fighter 6 (2023)

### Спин-оффы
- Street Fighter 2010 (1990)
- Street Fighter: The Movie (1995)
- Super Puzzle Fighter II Turbo (1996)
- Super Gem Fighter Mini Mix (1997)
- Capcom Fighting Evolution (2004)
- Supet Puzzle Fighter II Turbo HD Remix (2007)

#### Подсерия Street Fighter EX
- Street Fighter EX (1996)
  - Street Fighter EX Plus (1997)
  - Street Fighter EX Plus α (1997)
- Street Fighter EX2 (1998)
  - Street Fighter EX2 Plus (1999)
- Street Fighter EX3 (2000)

### Кроссоверы

#### Подсерия Marvel vs. Capcom
- X-Men vs. Street Fighter (1996)
- Marvel Super Heroes Vs. Street Fighter (1997)
- Marvel vs. Capcom Clash of Super Heroes (1998)
- Marvel vs. Capcom 2 New Age of Heroes (1998)
- Marvel vs. Capcom 3 Fate of Two Worlds (2011)
- Ultimate Marvel vs. Capcom 3 (2011)
- Marvel vs. Capcom Infinite (2017)

#### Подсерия Capcom vs. SNK
- SNK vs. Capcom Card Fighters Clash (1999)
- SNK vs. Capcom Match of the Millennium (1999)
- Capcom vs. SNK Millennium Fight 2000 (2000)
- Capcom vs. SNK 2 Mark of the Millennium 2001 (2001)
- SNK vs. Capcom: SVC Chaos (2003)

#### Подсерия Street Fighter vs. Tekken
- Street Fighter X Tekken (2012)
- Tekken X Street Fighter (заморожен)

### Переиздания
- Street Fighter Collection (1997)
- Street Fighter Collection Volume 2 (1998)
- Street Fighter III: Double Impact (1999)
- Hyper Street Fightet II: The Anniversary Edition (2003)
- Street Fighter: Anniversary Collection (2004)
- Street Fighter Alpha Antology (2006)
- Street Fighter 30th Anniversary Collection (2018)

## Фильмы
- Уличный боец — (1994)
- Стритфайтер — (2009)
- Street Fighter: Assassin’s Fist (Уличный боец: Кулак Убийцы) (сериал, 1 сезон 12 серий, 2014)